# Hayekpenthes
Hayekpenthes là một chi bọ cánh cứng trong họ 
Elateridae.
Chi này được miêu tả khoa học năm 1970 bởi Ôhira.

## Các loài
Các loài trong chi này gồm:
- Hayekpenthes babakinsanus Kishii, 1991
- Hayekpenthes flavus Schimmel, 2004
- Hayekpenthes girardi Schimmel, 2004
- Hayekpenthes indicus Schimmel, 2004
- Hayekpenthes pallidus (Lewis, 1894)
- Hayekpenthes parallelaris (Miwa, 1927)